# 穆林拳
穆林拳，回族拳術，為中國武術流派之一，又名穆聖拳、教門拳。

## 源流
回族穆斯林教门独特拳种，明朝崇禎年間柳堡有大阿訇马素福在河北沧州傳授古蘭經同時，向当地回民传授了穆林拳、穆圣拳、穆圣剑等。清朝道光十六年(1836年)沧州阿訇于世海全面继承了穆林拳，并传给徒弟哈宝清；哈又传给其子哈瑞林，哈瑞林再傳王志亮，穆林拳主要流行在河北、宁夏、甘肃的回民中，流行范圈不广泛。

## 特色
穆林拳具有朴实、勇猛，实用性强的风格特点。在演练时要求手、眼、身、法、步，一条龙，处处贯穿，紧密相连，功架精悍。在发力时要做到意、气、力紧密结合、以气催力、以声助气。大有先声夺人之威。
在搏击争斗中讲究远踢、近打，贴身用肘、膝，靠近用 跨打，与擒拿、摔绊相辅相承，声东击西，避实击虚，先发 制人，借劲打劲，守中有攻，攻中有守，攻守兼备。整个套 路以挡、打、劈、挂、进、击、退、拿、解、靠、摔、踢、 獭、拨十四种方法为核心。这十四种方法主要通过各种手 法、身法、步法、眼神、赞神、气力、意念、呼吸和上、下 ’肢动作的相互配合变化来体现。

## 來源
1. 1 2  秦文忠、秦嶺《回族體育文化》